# Бргудаць
Бргудаць (хорв. Brgudac) — населений пункт у Хорватії, в Істрійській жупанії у складі громади Ланище.

## Населення
Населення за даними перепису 2011 року становило 14 осіб.
Динаміка чисельності населення поселення:

## Клімат
Середня річна температура становить 7,64 °C, середня максимальна – 19,27 °C, а середня мінімальна – -4,99 °C. Середня річна кількість опадів – 1664 мм.
| Клімат поселення                              | Клімат поселення | Клімат поселення | Клімат поселення | Клімат поселення | Клімат поселення | Клімат поселення | Клімат поселення | Клімат поселення | Клімат поселення | Клімат поселення | Клімат поселення | Клімат поселення | Клімат поселення |
| Показник                                      | Січ.             | Лют.             | Бер.             | Квіт.            | Трав.            | Черв.            | Лип.             | Серп.            | Вер.             | Жовт.            | Лист.            | Груд.            |                  |
| Середній максимум, °C                         | 5,34             | 5,35             | 7,06             | 10,67            | 15,32            | 19,27            | 19,08            | 19,01            | 15,49            | 12,01            | 6,91             | 4,14             |                  |
| Середня температура, °C                       | 0,16             | 0,18             | 1,90             | 5,52             | 10,15            | 14,10            | 16,26            | 16,18            | 12,65            | 9,16             | 4,08             | 1,31             |                  |
| Середній мінімум, °C                          | −4,99            | −4,97            | −3,26            | 0,36             | 5,00             | 8,96             | 13,42            | 13,34            | 9,81             | 6,33             | 1,24             | −1,52            |                  |
| Норма опадів, мм                              | 122              | 103              | 124              | 142              | 128              | 147              | 99               | 121              | 143              | 174              | 199              | 162              |                  |
| Середньомісячна швидкість вітру, м/с          | 3.20             | 3.41             | 3.44             | 3.24             | 2.95             | 2.83             | 2.64             | 2.70             | 2.83             | 3.19             | 3.38             | 3.44             |                  |
| Середньомісячна сонячна радіація, кДж/м²·день | 4610             | 7523             | 10628            | 14777            | 18698            | 20125            | 21323            | 17990            | 13675            | 9098             | 4926             | 3898             |                  |
| --------------------------------------------- | ---------------- | ---------------- | ---------------- | ---------------- | ---------------- | ---------------- | ---------------- | ---------------- | ---------------- | ---------------- | ---------------- | ---------------- | ---------------- |
| Джерело:                                      |                  |                  |                  |                  |                  |                  |                  |                  |                  |                  |                  |                  |                  |